# يو إف سي ليلة القتال: سونغ ضد جوتيريز
يو إف سي ليلة القتال: سونغ ضد جوتيريز (بالإنجليزية: UFC Fight Night: Song vs. Gutiérrez)‏ هو حدث لفنون القتال المختلطة نظمته يو إف سي، أُقيم في 9 ديسمبر 2023، على يو إف سي أبيكس في إنتربرايز، نيفادا، وهي جزء من منطقة لاس فيغاس الحضرية، الولايات المتحدة.